# FriDay購物
friDay購物為台灣的一個購物網站，是由遠時數位科技股份有限公司（前身為時間軸科技股份有限公司）建立的電子商務平台。
2013年6月，遠東集團旗下的遠傳電信投資成立時間軸科技推出的電子商務平台「friDay購物」。2016年10月推出會員制的friDay加購服務，並於2017年8月跟另一家綜合性電子商務平台GoHappy 快樂購物網（遠東集團旗下的亞東電子商務股份有限公司所推出的電子商務平台）合併，因為同集團的關係，更名為遠時數位科技股份有限公司 。
而遠傳集團在涉獵加值服務的領域下自己成立一個friDay的加值服務品牌，旗下包含：friDay購物、friDay影音、friDay音樂、friDay錢包等四大服務。

## 外部連結
- 遠時數位科技 （页面存档备份，存于）（繁體中文）
- friDay購物 （页面存档备份，存于）（繁體中文）